# Mexikanische Squashnationalmannschaft
Die mexikanische Squashnationalmannschaft ist die Gesamtheit der Kader des mexikanischen Squashverbandes Federación de Squash de México. In ihm finden sich mexikanische Sportler wieder, die ihr Land sowohl in Einzel- als auch in Teamwettbewerben national und international im Squashsport repräsentieren.

## Historie

### Herren
Mexiko nahm erstmals 1997 an der Weltmeisterschaft teil und schloss das Turnier auf Rang 26 ab. Die zweite und dritte Teilnahme erfolgte 2001 bzw. 2003, beide Male kam Mexiko nicht über die Gruppenphase hinaus. Die nunmehr vierte Teilnahme erfolgte erst zum Turnier 2011, wo die Mannschaft erstmals das Achtelfinale erreichte. Mit dem abschließenden 15. Platz erzielte Mexiko sein bis heute bestes Resultat. Auch 2013 zog Mexiko ins Achtelfinale ein und beendete das Turnier auf Rang 16.
Bei den Panamerikanischen Spielen gewann die Mannschaft bislang fünf Gold-, eine Silber- und elf Bronzemedaillen.

## Letzter WM-Kader
Bei der letzten Teilnahme 2013 bestand die mexikanische Mannschaft aus den folgenden Spielern:
| Rang | Name           | Geburtsdatum    |
| ---- | -------------- | --------------- |
| 1.   | Arturo Salazar | 3. Januar 1988  |
| 2.   | César Salazar  | 3. Januar 1988  |
| 3.   | Eric Gálvez    | 4. Oktober 1983 |

## Bilanz
| Herren |                   |                    |                    |                    |                    |
| Jahr   | Austragungsort    | Runde              | Platzierung        | Siege              | Niederlagen        |
| 1967   | Melbourne         | nicht teilgenommen | nicht teilgenommen | nicht teilgenommen | nicht teilgenommen |
| 1969   | Birmingham        | nicht teilgenommen | nicht teilgenommen | nicht teilgenommen | nicht teilgenommen |
| 1971   | Palmerston North  | nicht teilgenommen | nicht teilgenommen | nicht teilgenommen | nicht teilgenommen |
| 1973   | Johannesburg      | nicht teilgenommen | nicht teilgenommen | nicht teilgenommen | nicht teilgenommen |
| 1976   | Birmingham        | nicht teilgenommen | nicht teilgenommen | nicht teilgenommen | nicht teilgenommen |
| 1977   | Toronto           | nicht teilgenommen | nicht teilgenommen | nicht teilgenommen | nicht teilgenommen |
| 1979   | Brisbane          | nicht teilgenommen | nicht teilgenommen | nicht teilgenommen | nicht teilgenommen |
| 1981   | Stockholm         | nicht teilgenommen | nicht teilgenommen | nicht teilgenommen | nicht teilgenommen |
| 1983   | Auckland          | nicht teilgenommen | nicht teilgenommen | nicht teilgenommen | nicht teilgenommen |
| 1985   | Kairo             | nicht teilgenommen | nicht teilgenommen | nicht teilgenommen | nicht teilgenommen |
| 1987   | London            | nicht teilgenommen | nicht teilgenommen | nicht teilgenommen | nicht teilgenommen |
| 1989   | Singapur          | nicht teilgenommen | nicht teilgenommen | nicht teilgenommen | nicht teilgenommen |
| 1991   | Helsinki          | nicht teilgenommen | nicht teilgenommen | nicht teilgenommen | nicht teilgenommen |
| 1993   | Karatschi         | nicht teilgenommen | nicht teilgenommen | nicht teilgenommen | nicht teilgenommen |
| 1995   | Kairo             | nicht teilgenommen | nicht teilgenommen | nicht teilgenommen | nicht teilgenommen |
| 1997   | Petaling Jaya     | Gruppenphase       | 26.                | 3                  | 3                  |
| 1999   | Kairo             | nicht teilgenommen | nicht teilgenommen | nicht teilgenommen | nicht teilgenommen |
| 2001   | Melbourne         | Gruppenphase       | 21.                | 2                  | 4                  |
| 2003   | Wien              | Gruppenphase       | 29.                | 2                  | 4                  |
| 2005   | Islamabad         | nicht teilgenommen | nicht teilgenommen | nicht teilgenommen | nicht teilgenommen |
| 2007   | Chennai           | nicht teilgenommen | nicht teilgenommen | nicht teilgenommen | nicht teilgenommen |
| 2009   | Odense            | nicht teilgenommen | nicht teilgenommen | nicht teilgenommen | nicht teilgenommen |
| 2011   | Paderborn         | Achtelfinale       | 15.                | 2                  | 5                  |
| 2013   | Mülhausen         | Achtelfinale       | 16.                | 1                  | 5                  |
| 2015   | Kairo             | keine Austragung   | keine Austragung   | keine Austragung   | keine Austragung   |
| 2017   | Marseille         | nicht teilgenommen | nicht teilgenommen | nicht teilgenommen | nicht teilgenommen |
| 2019   | Washington, D.C.  | nicht teilgenommen | nicht teilgenommen | nicht teilgenommen | nicht teilgenommen |
| Gesamt | 5 / 26 Teilnahmen | 5 / 26 Teilnahmen  | 0 Titel            | 10                 | 21                 |